# Cardaria
Cardaria é um género botânico pertencente à família Brassicaceae.